# Гласьер (станция метро)
Гласьер (фр. Glacière) — станция линии 6 Парижского метрополитена, расположенная в XIII округе Парижа. Названа по одноимённой улице (фр. Ru de la Glacière). Рядом со станцией располагается редакция газеты Le Monde.

## История
- Станция открылась 24 апреля 1906 года при продлении тогдашней линии 2 Юг (фр. Ligne 2 Sud). 14 октября 1907 года этот участок вошёл в состав линии 5, а 6 октября 1942 года перешёл в состав линии 6.
- Пассажиропоток по станции по входу в 2011 году, по данным RATP, составил 4 739 497 человек[2]. В 2013 году этот показатель вырос до 4 933 269 пассажиров (87 место по уровню входного пассажиропотока в Парижском метро)[3]

## Конструкция и оформление
Станция построена по проекту надземной крытой станции, аналогичному большинству надземных станций на линии 6 (кроме Пасси, Сен-Жака и Бель-Эр, расположенных непосредственно на поверхности земли). Оформление навеса сходно с тем, что использовался на надземных станциях линии 2, однако проект, использовавшийся на линии 6, отличается наличием общей крыши, накрывающей весь станционный комплекс.

## Галерея

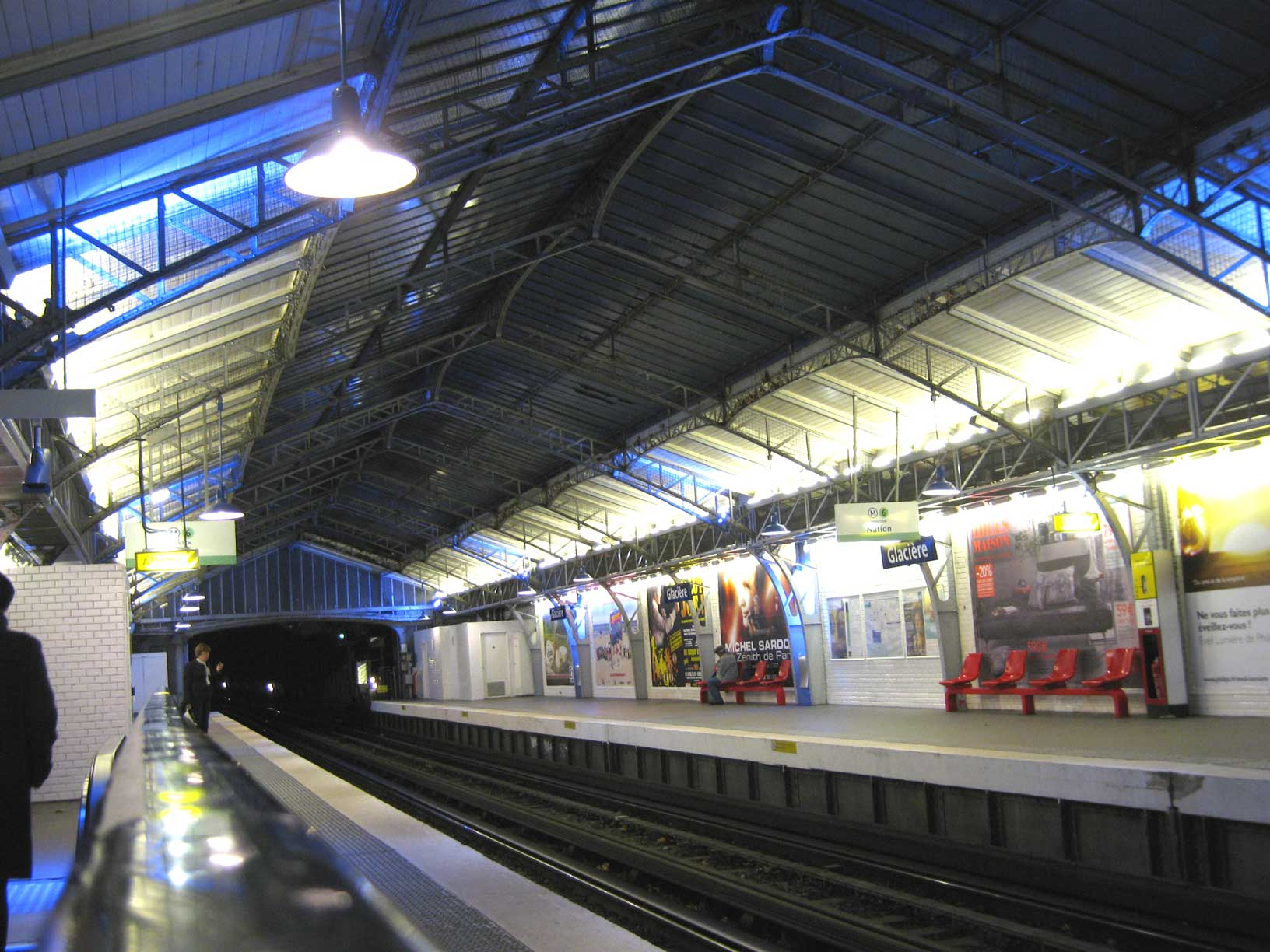
Вид на станцию
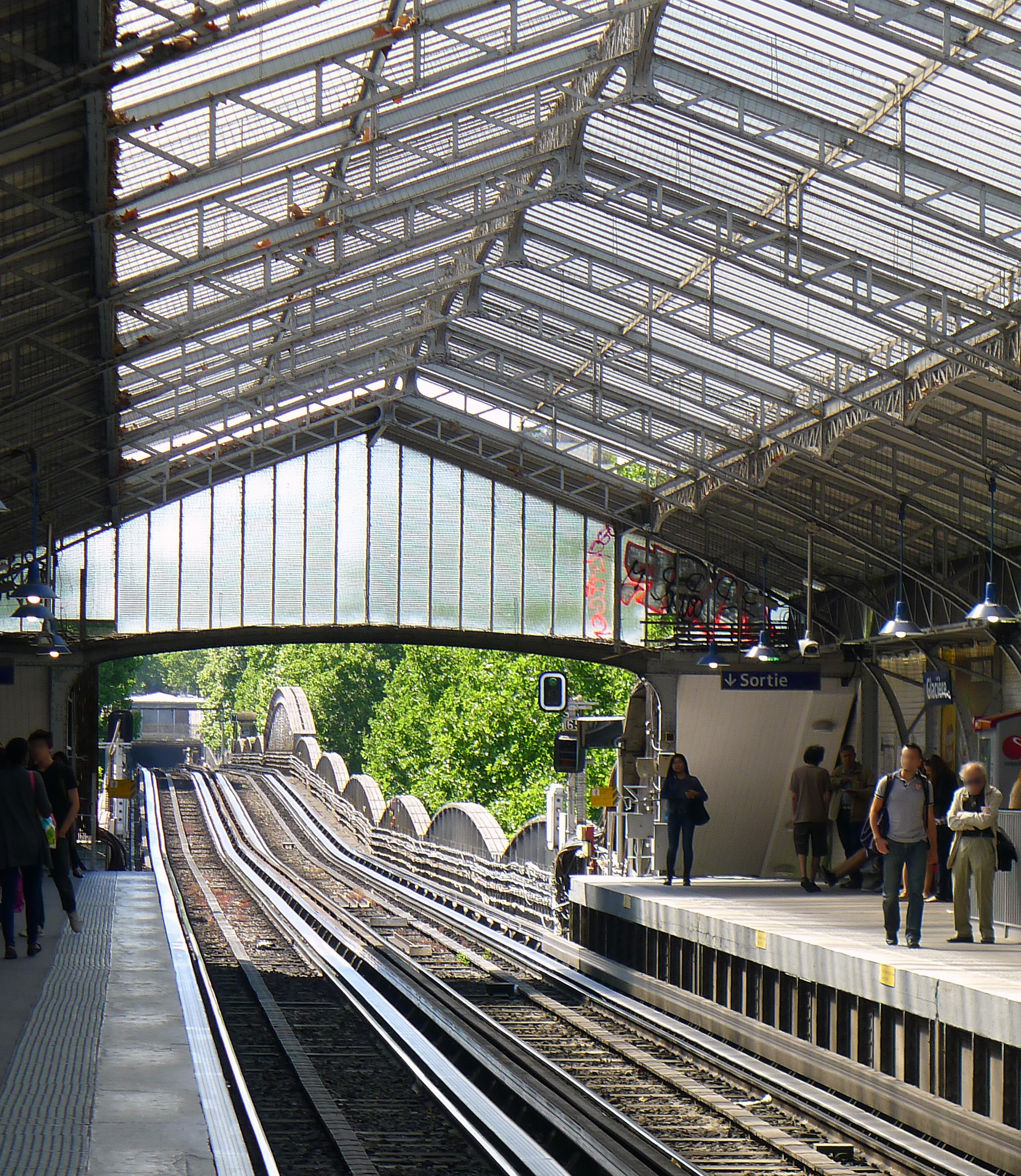
Вид в сторону Сен-Жака.
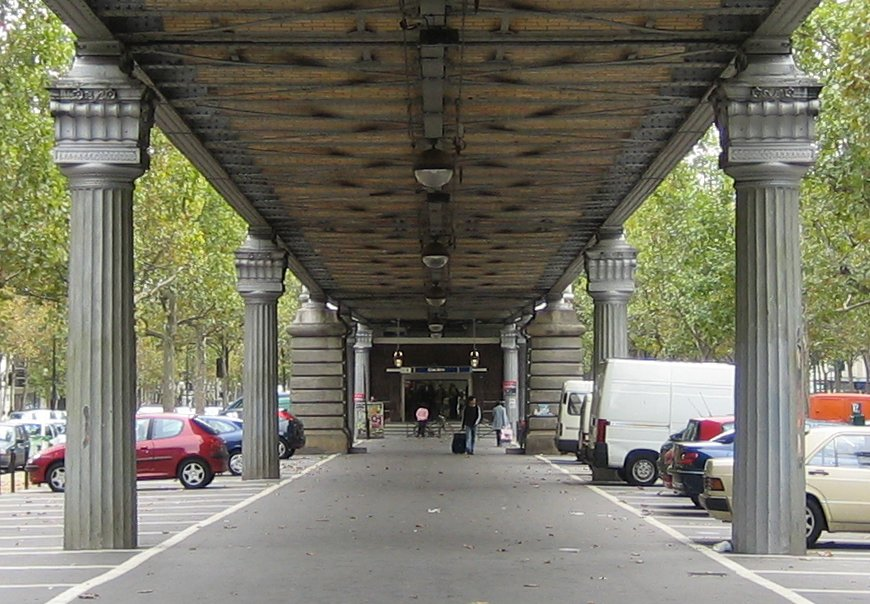
Лестничный сход и обзор эстакады линии 6